# PGC 72612
LEDA/PGC 72612 ist eine Balken-Spiralgalaxie mit aktivem Galaxienkern im Sternbild Pegasus am Nordsternhimmel. Sie ist schätzungsweise 590 Millionen Lichtjahre von der Milchstraße entfernt und hat einen Durchmesser von etwa 70.000 Lichtjahren. Vom Sonnensystem aus entfernt sich das Objekt mit einer errechneten Radialgeschwindigkeit von näherungsweise 13.000 Kilometern pro Sekunde.

## Galaktisches Umfeld
| Nr. | Galaxie          | Alternativname          | Rek           | Dek           | Distanz/asec |
| --- | ---------------- | ----------------------- | ------------- | ------------- | ------------ |
| →   | LEDA/PGC 72612   | NSA 152778              | 23h51m13.931s | +20d13m46.29s | 0            |
| 1   | LEDA/PGC 1621999 | 2MASX J23510845+2015504 | 23h51m08.44s  | +20d15m50.7s  | 149.32       |
| 2   | NGC 7769         | LEDA/PGC 72615          | 23h51m03.97s  | +20d09m01.5s  | 317.44       |
| 3   | NGC 7771         | LEDA/PGC 72638          | 23h51m24.805s | +20d06m42.27s | 451.11       |
| 4   | LEDA/PGC 214993  | NSA 152776              | 23h51m13.10s  | +20d06m12.0s  | 454.61       |
| 5   | NGC 7770         | LEDA/PGC 72635          | 23h51m22.543s | +20d05m47.46s | 493.32       |
| 6   | LEDA/PGC 1629036 | 2MASX J23511264+2029534 | 23h51m12.63s  | +20d29m53.5s  | 966.72       |